# Amfiteatr w Skierniewicach
Amfiteatr w Skierniewicach – amfiteatr położony w Parku Miejskim w Skierniewicach powstały na pod koniec lat siedemdziesiątych. Obecnie nieistniejący, zlikwidowany w maju 2013 roku. Na miejscu amfiteatru powstała okrągła altana ze sceną służąca do koncertów muzyki kameralnej.
Przez wiele lat amfiteatr służył dla mieszkańców, gdzie odbywały się kabarety, koncerty polskich zespołów estradowych w czasie Skierniewickiego Święta Kwiatów Owoców i Warzyw.
Na scenie amfiteatru występowali m.in.: Bajm, Budka Suflera, Perfect, Lombard, De Mono, T.Love, Elektryczne Gitary, Formacja Nieżywych Schabuff, Kombi, Ira, Daab, Big Cyc, Blue Café, Maryla Rodowicz z zespołem, Od A do Z, Zespół Dziecięcy Wiercipięty.